# Nazionale maschile di pallamano della Corea del Sud
La nazionale di pallamano maschile della Corea del Sud (대한민국 핸드볼 국가대표팀) è la rappresentativa pallamanistica maschile della Corea del Sud ed è posta sotto l'egida della Federazione sudcoreana di pallamano e rappresenta il paese nelle varie competizioni ufficiali o amichevoli riservate a squadre nazionali.
Si tratta di una delle principali nazionali nel panorama pallamanistico mondiale, nonché la più forte fra le asiatiche. Nel suo palmarès figurano otto trionfi ai Campionati Asiatici, sei ai Giochi Asiatici e un argento olimpico.

## Palmarès

### Olimpiadi
- (1988)

### Campionati Asiatici
- (1983, 1987, 1989, 1991, 1993, 2000, 2008, 2010, 2012)
- (1977, 1995, 2006)

### Giochi Asiatici
- (1986, 1990, 1994, 1998, 2002, 2010)
- (1982)

### Competizioni principali
- 1936: non qualificata
- 1972: non qualificata
- 1976: non qualificata
- 1980: non qualificata
- 1984: 11º posto
- 1988:  2º posto
- 1992: 6º posto
- 1996: non qualificata
- 2000: 9º posto
- 2004: 8º posto
- 2008: 8º posto
- 2012: 11º posto
- 2016: non qualificata

- 1938: non qualificata
- 1954: non qualificata
- 1958: non qualificata
- 1961: non qualificata
- 1964: non qualificata
- 1967: non qualificata
- 1970: non qualificata
- 1974: non qualificata
- 1978: non qualificata
- 1982: non qualificata
- 1986: 12º posto
- 1990: 12º posto
- 1993: 15º posto
- 1995: 12º posto
- 1997: 8º posto
- 1999: 14º posto
- 2001: 12º posto
- 2003: non qualificata
- 2005: non qualificata
- 2007: 15º posto
- 2009: 12º posto
- 2011: 13º posto
- 2013: 21º posto
- 2015: non qualificata
- 2017: non qualificata
- 2019: 22º posto
- 2021: 31º posto
- 2023: 28º posto

- 1977:  2º posto
- 1979: non qualificata
- 1983:  Campione d'Asia
- 1987:  Campione d'Asia
- 1989:  Campione d'Asia
- 1991:  Campione d'Asia
- 1993:  Campione d'Asia
- 1995:  2º posto
- 2000:  Campione d'Asia
- 2002: 7º posto
- 2004: --
- 2006:  2º posto
- 2008:  Campione d'Asia
- 2010:  Campione d'Asia
- 2012:  Campione d'Asia
- 2014: 5º posto
- 2016: 6º posto
- 2018:  3º posto
- 2020:  2º posto